# Captain Fantastic
Pour plus de détails, voir Fiche technique et Distribution.
Captain Fantastic, ou Une vie fantastique au Québec, est une comédie dramatique américaine écrite et réalisée par Matt Ross, sortie en 2016.
Il est présenté au Festival du film de Sundance. Il remporte le prix de la mise en scène dans la catégorie Un certain regard au Festival de Cannes 2016. Il est présenté en compétition au Festival du cinéma américain de Deauville 2016 où il remporte le prix du jury et le prix du public. Il remporte aussi le Golden Space Needle du meilleur film au Festival international du film de Seattle.

## Synopsis
Aux États-Unis, Ben et Leslie Cash ont décidé de donner à leurs six enfants une éducation alternative peu conventionnelle. Ils ont tout quitté pour établir un campement au beau milieu des bois dans l’État de Washington et c’est dans ce cadre hors du commun que grandissent Bodevan, Kielyr, Vespyr, Rellian, Zaja et Nai.
La vie des enfants se doit d’être une source d’enrichissement permanente et Ben y veille tout particulièrement : entraînement physique rigoureux et régulier, autosuffisance à travers la chasse, culture à profusion,  esprit critique sont au rendez-vous. Les enfants semblent, sans surprise, étonnamment murs pour leur âge.
Mais Leslie, souffrant de problèmes psychiatriques sévères, a dû être hospitalisée et les événements qui en découlent poussent la famille à regagner le monde « ordinaire ». Un véritable choc pour Ben, qui se met soudain à douter de l’éducation anticonformiste qu’il a donnée à ses enfants.

## Fiche technique
Sauf indication contraire, les informations mentionnées dans cette section peuvent être confirmées par la base de données cinématographiques IMDb,  présente dans la section « Liens externes ».
- Titre original : Captain Fantastic
- Titre québécois : Une vie fantastique
- Réalisation et scénario : Matt Ross
- Musique : Alex Somers
- Direction artistique : Erick Donaldson
- Décors : Tania Kupczak et Susan Magestro
- Costumes : Courtney Hoffman
- Photographie : Stéphane Fontaine
- Montage : Joseph Krings
- Production : Jamie Patricof, Lynette Howell, Monica Levinson et Shivani Rawat (producteurs), Declan Baldwin et Nimitt Mankad (producteur délégué), Samantha Housman, Crystal Powell et Louise Runge (coproducteurs), Louise Runge (productrice exécutive)
- Sociétés de production : Electric City Entertainment et ShivHans Pictures
- Sociétés de distribution : Bleecker Street (en) (États-Unis), Mars Distribution (France)
- Budget de production : $5 millions USD
- Pays d'origine :  États-Unis
- Langue originale : anglais
- Genre : comédie dramatique, road movie
- Dates de sortie :
  - États-Unis : 23 janvier 2016 (festival du film de Sundance), 8 juillet 2016 (sortie limitée), 29 juillet 2016 (sortie nationale)
  - France : 17 mai 2016 (festival de Cannes 2016 - section Un certain regard), 12 octobre 2016 (sortie nationale)

## Distribution
Remarque : Il existe une version belge du film produite pour le Québec. 
- Viggo Mortensen (VF : Loïc Houdré ; VFB : Philippe Résimont) : Ben Cash
- George MacKay (VF : Gauthier Battoue ; VFB : Pierre Le Bec) : Bodevan « Bo » Cash, fils de Ben et Leslie
- Samantha Isler (VF : Clara Quilichini ; VFB : Élise Huart) : Kielyr Cash, fille de Ben et Leslie
- Annalise Basso (VF : Emmylou Homs ; VFB : Sarah Woestyn) : Vespyr Cash, fille de Ben et Leslie
- Nicholas Hamilton (VF : Kylian Trouillard ; VFB : Igor Van Dessel) : Rellian Cash, fils de Ben et Leslie
- Shree Crooks (VF : Prune Bozo) : Zaja Cash, fille de Ben et Leslie
- Charlie Shotwell (VF : Aloïs Agaësse-Mahieu) : Nai Cash, fils de Ben et Leslie
- Trin Miller (VF : Aurore Bonjour) : Leslie Cash, la femme de Ben
- Kathryn Hahn (VF : Virginie Ledieu) : Harper, la sœur de Ben
- Steve Zahn (VF : Jérôme Pauwels) : Dave, le mari d'Harper
- Elijah Stevenson : Justin, fils de Harper et Dave
- Teddy Van Ee : Jackson, fils de Harper et Dave
- Erin Moriarty : Claire McCune, la jeune fille du camping
- Missi Pyle : Ellen McCune, la mère de Claire
- Frank Langella (VF : Féodor Atkine) : Jack Bertrang, le père de Leslie
- Ann Dowd (VF : Cathy Cerdà) : Abigail Bertrang, la mère de Leslie
- Hannah Horton : l'adolescente
- Rex Young : l'agent Skadden
- Thomas Brophy : le gérant du supermarché
- Greg Crooks : l'employé des pompes funèbres
- Louis Hobson : le médecin urgentiste
- Mike Miller (VF : Achille Orsoni) : le prêtre

 Source et légende : version française (VF) sur RS Doublage

## Production

### Tournage
Le tournage a eu lieu dans l'État de Washington (Gold Bar, Sultan, Deception Pass State Park (en), Snohomish, Kirkland, comté de Whatcom), au Nouveau-Mexique (Las Cruces, Albuquerque, Mesilla) et à Portland dans l'Oregon.
Viggo Mortensen, féru de football (soccer), a demandé au réalisateur Matt Ross s'il était possible de retarder le tournage d'une scène car il désirait à tout prix suivre la séance de tirs au but entre l'Argentine et les Pays-Bas lors de la demi-finale de la Coupe du monde 2014.

### Musique
La musique du film est composée par Alex Somers. Certains chansons présentes dans le film sont absentes de l'album, notamment une reprise de Sweet Child O' Mine de Guns N' Roses.
Liste des titres
1. A New Beginning - 1:26
2. Church - 3:13
3. Campfire - 3:56
4. Funeral Pyre - 1:38
5. She Slit Her Wrists - 2:51
6. Memories - 2:14
7. Fireflies - 2:12
8. Home - 1:06
9. Fell - 2:35
10. Dream - 1:29
11. Near Death - 1:38
12. Water (I'm Right Here) - 0:57
13. School Bus - 1:37
14. Forrest - 2:47
15. Look Forward To - 2:58
16. Keepsakes - 3:32
17. Remembering - 7:16
18. Unsoundness - 2:01
19. Waving Goodbye - 0:47
20. Day Of Your Birth - 1:03
21. Water (Not Go Home) - 0:55
22. Goodbye... - 1:33
23. Disappear - 2:11
24. Fortress - 4:37

## Accueil

### Accueil critique

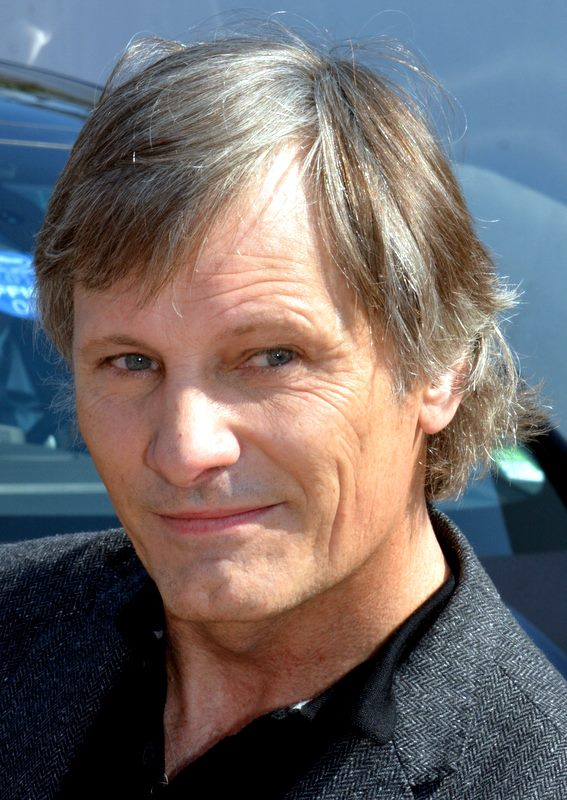
L'acteur principal Viggo Mortensen, pour la présentation du film au Festival de Cannes 2016.

L'accueil critique est positif : le site Allociné recense une moyenne des critiques presse de 3,6/5, et des critiques spectateurs à 4,4/5.
Dans Télérama, Jacques Morice déclare que « tout ça est bien joli mais tout de même assez aberrant, tant ce modèle de société obéit au diktat d'un père, monstre d'orgueil, dans une toute-puissance inquiétante.[...] On a toujours l'impression d'être en avance sur le film, très démonstratif. Matt Ross ne connaît visiblement pas l'ellipse et se complait souvent dans des clichés d'anticonformisme comme dans les bons sentiments ».
Pour Olivier Lamm de Libération, « le film se révèle in fine sans doute plus bête et malhabile que malfaisant — en témoigne le retournement d’états d’âme très mal écrit du personnage de Mortensen dans son dernier tiers — mais il n’est pas besoin de se sentir d’humeur irascible pour se sentir heurté politiquement par sa balourdise et l’invraisemblance de ce qu’il s’efforce de raconter ».
Thomas Sotinel du Monde considère que « le film ne tient pas toutes ses promesses [...] Captain Fantastic manie les grands thèmes de la fiction américaine avec un enthousiasme juvénile [...] (mais) pour que ce foisonnement ne finisse pas par recouvrir la trame du film, il aurait fallu une maîtrise dans la conduite du récit, une constance dans la tonalité ».
Pour Théo Ribeton des Inrockuptibles, « Il y a bien quelque chose du paradis baba dans Captain Fantastic [...] Mais il y a aussi quelque chose de l’enfer martial, et le film n’en a qu’à moitié conscience. “Nos enfants seront des philosophes rois” : l’idéal poursuivi par Ben a une finalité quasi mystique, mais sa mise en œuvre relève de l’eugénisme fanatique. Aucun écart n’est toléré dans le programme de développement personnel inflexible auquel le papa-gourou astreint sa progéniture. [...] Incapable de trouver un point de négociation entre les deux systèmes de valeurs qu’il met en compétition, Matt Ross alterne indéniables éclairs de lucidité [...] et franches grossièretés scénaristiques. Malgré une capacité certaine à charmer, l’auteur est bien en peine de trouver la clé de son propre film ».
Antoine Duplan du journal Le Temps écrit à propos de Matt Ross, « D’une intelligence supérieure, son second long-métrage s’inscrit dans la lignée de Mosquito Coast, de Peter Weir, ou de Vie sauvage, de Cédric Kahn, en observant, sur la ligne fine départageant le guru du héros de la contre-culture, un père qui s’obstine jusqu’à l’aveuglement à faire le bonheur de ses enfants. Captain Fantastic rappelle que les plus belles utopies contiennent forcément le germe du totalitarisme. [...] La tristesse que Ben le libre-penseur ressent quand il admet son échec et se prépare à affronter la solitude est poignante. Matt Ross cultive l’ambiguïté et lance le débat. En ces temps où le religieux effectue un retour en force, il ose promouvoir la raison dialectique et célébrer les beautés du paganisme au cours d’une cérémonie crématoire idyllique. [...] Souvent, la fin des plus belles histoires déçoit. Au moment de conclure, l’inspiration patine un peu. [...] Commencé sur la Frontière, ce récit pétri de mythologies américaines se termine du côté de la Petite Maison dans la prairie. Une ultime ambiguïté rachète cet épilogue bucolique : quelle est la nature du soupir que lâche Ben au dernier plan? La satisfaction ou l’ennui ? ».
Caroline Vié (20 Minutes) : « Loin de se révéler un film militant, Captain Fantastic est surtout une fable familiale. (...) Ce thème rend son film aussi passionnant qu’universel. »
Thierry Dague (Le Parisien) : « À la fois road-movie et portrait de famille nuancé, Captain Fantastic l'est vraiment... fantastique. »
Dans Le Nouvel Observateur, Pascal Mérigeau trouve que « la galerie de portraits est bien dessinée, le récit ne musarde pas trop, et tous les jeunes acteurs sont excellents, comme soulevés de terre par la composition très emballante de Viggo Mortensen. »
Yannick Vely, dans Paris Match, nous avertit : « Il ne faut surtout pas juger trop durement ce qui reste une fable poétique toujours plaisante à suivre, rythmée par la musique divine d’Alex Somers. Et comprendre à quel point ce qui se dit dans le film est une transgression aux États-Unis... »
Selon Christophe Carrière (L'Express), « on quitte la salle en chantant... »
Dans Elle, Françoise Delbecq dit : « À aucun moment, le film ne donne des leçons de vie. Jamais moralisateur, il pose des questions, dont une essentielle : peut-on vivre coupé du monde ? Pour trouver la réponse, il faut voir Captain Fantastic. »
Jérémie Couston (Télérama) : « Incarné par un Viggo Mortensen en grande forme, Ben est-il le superhéros que le titre suggère ? Fantastique ou fantasque ? En tout cas un père idéaliste qui se bat pour ses convictions et pour que ses enfants vivent dans un monde authentique. De quoi forcer le respect ».

### Box-office
| Pays ou région    | Box-office      | Date d'arrêt du box-office | Nombre de semaines |
| ----------------- | --------------- | -------------------------- | ------------------ |
| États-Unis Canada | 5 879 736 $     | 27 octobre 2016            | 16                 |
| France            | 546 577 entrées | 25 janvier 2017            | 16                 |
| Mondial           | 14 857 680 $    | -                          | -                  |

## Distinctions

### Récompenses
- Festival de Cannes 2016 : catégorie Un Certain Regard, Prix de la mise en scène
- Festival international du film de Seattle : Golden Space Needle du meilleur film[2].
- Festival du cinéma américain de Deauville 2016 : en compétition, Prix du jury et Prix du public[1].

### Nominations
- Golden Globes 2016 : Meilleur acteur dans un film dramatique pour Viggo Mortensen
- BAFTA Awards 2017 : Meilleur acteur pour Viggo Mortensen
- Screen Actors Guild Awards 2017 : Meilleur acteur dans un premier rôle pour Viggo Mortensen
- Oscars 2017 : Meilleur acteur pour Viggo Mortensen